# Fizești, Hunedoara
Fizești este un sat în comuna Pui din județul Hunedoara, Transilvania, România. Se află în partea de sud a județului, în Depresiunea Hațeg.

## Imagine

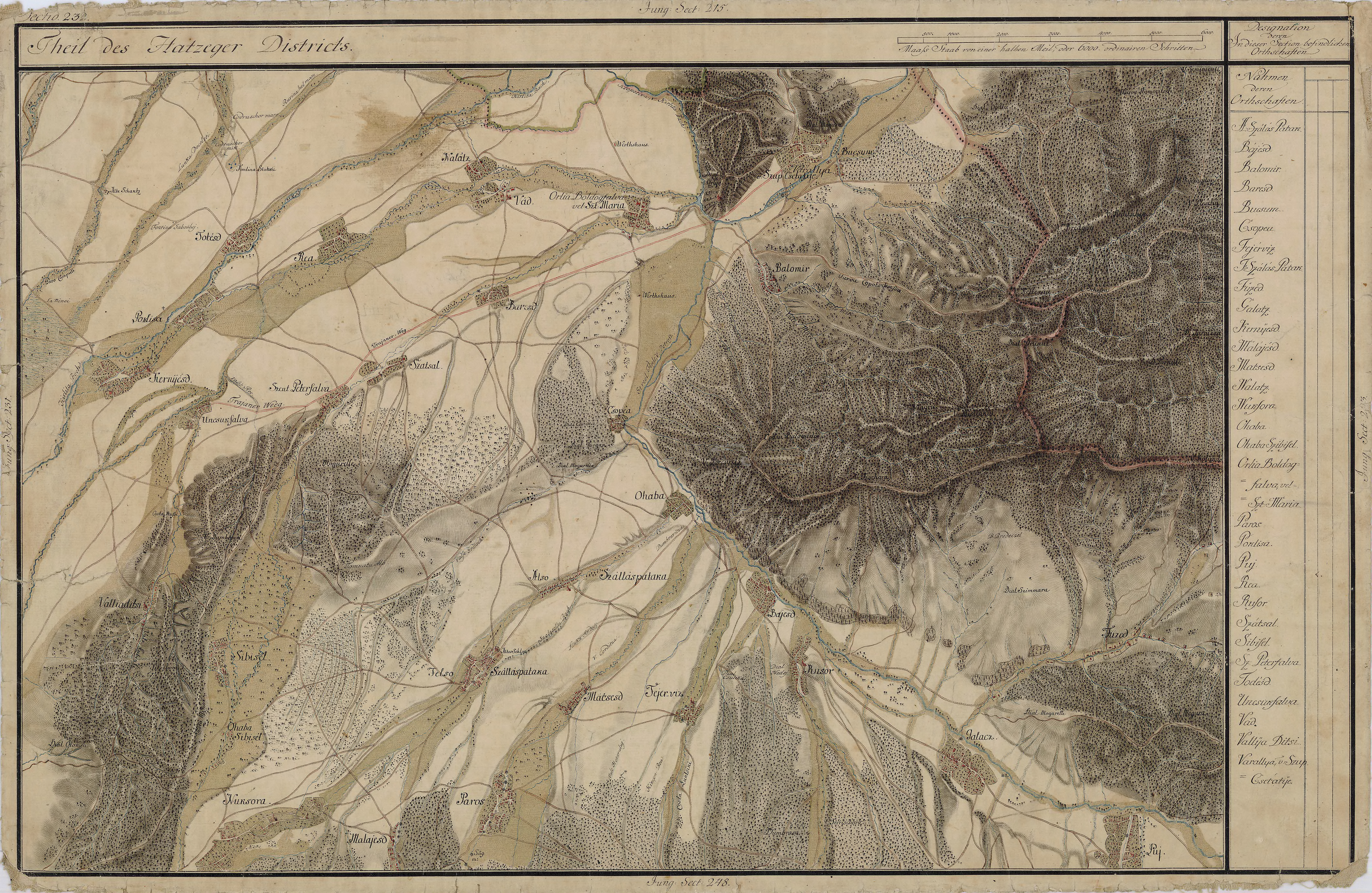
Fizești în Harta Iosefină a Transilvaniei, 1769-1773
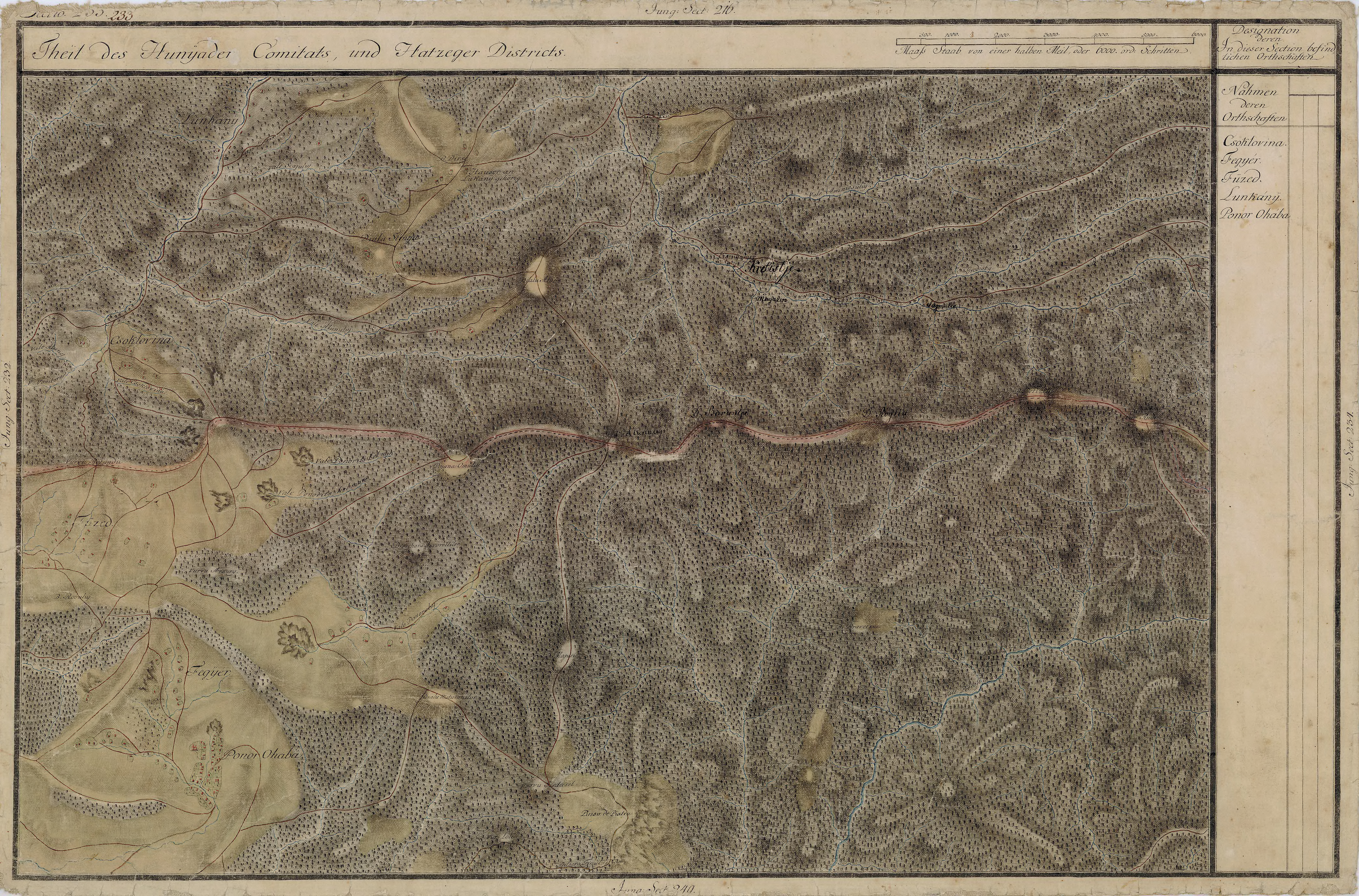
Fizești în Harta Iosefină a Transilvaniei, 1769-1773